# La Chute du tyran
Pour plus de détails, voir Fiche technique et Distribution.
La Chute du tyran (ou La Peste blanche ou La Grande Solution) (en tchèque : Bílá nemoc), est un film dramatique tchécoslovaque de 1937 réalisé et interprété par Hugo Haas, d'après la pièce Bílá nemoc de Karel Čapek.
Le film s'articule autour d'une maladie infectieuse qui éclate au cours d'une guerre.

## Synopsis
Le maréchal Krieger, un terrible dictateur, attrape la peste blanche, une maladie contre laquelle seul le docteur Galén possède le remède pouvant amener à la guérison. Cependant, comme le docteur ne veut livrer son secret qu'en échange de la paix, le dictateur accède à sa demande et le fait venir chez lui. Galén est tué par la foule avide de guerre, mais, alors qu'il se sait perdu, le redoutable dictateur signe quand même l'armistice. Le docteur ayant heureusement partagé son savoir avec un médecin étranger, l'humanité sera sauvée.

## Fiche technique
- Réalisateur : Hugo Haas
- Producteur : Hugo Haas
- Société de production : Moldavia Film
- Scénario : Karel Čapek, Hugo Haas
- Cinématographie : Otto Heller
- Musique : Jan Branberger
- Décors : Štěpán Kopecký
- Montage : Antonín Zelenka - Fannie Hurst
- Studios : Studios Barrandov
- Date de sortie : 21 décembre 1937
- Durée : 106 minutes
- Format : noir et blanc

## Distribution
- Hugo Haas : Docteur Galén
- Bedrich Karen : Professeur Sigelius
- Zdeněk Štěpánek : le maréchal
- Václav Vydra : Baron Krog
- František Smolík : le citoyen
- Helena Frydlova : la femme du citoyen
- Ladislav Bohac : Fils de Krog
- Karla Olicová : la fille du maréchal
- Jaroslav Prucha : Docteur Martin
- Vladimír Šmeral : le premier assistant
- Vitezslav Bocek : le fils du citoyen
- Eva Svobodovna : la fille du citoyen